# (34589) 2000 TO2
2000 TO2 (asteroide 34589) é um asteroide da cintura principal. Possui uma excentricidade de 0.02822970 e uma inclinação de 3.78746º.
Este asteroide foi descoberto no dia 1 de outubro de 2000 por LINEAR em Socorro.